# Styringomyia ebejeri
Styringomyia ebejeri is een tweevleugelige uit de familie steltmuggen (Limoniidae). De soort komt voor in het Palearctisch gebied.